# Presidente del Parlamento de Finlandia
El Presidente del Parlamento de Finlandia (en finés: Eduskunnan puhemies, en sueco: Riksdagens talman) es elegido por el Parlamento junto a dos sustitutos en la primera sesión cada año.

## Lista de Presidentes del Parlamento de Finlandia
| Name                       | Image                          | Term in Office         | Party                                  |
| -------------------------- | ------------------------------ | ---------------------- | -------------------------------------- |
| Pehr Evind Svinhufvud      |                                | 1907–1912              | Partido de las Juventudes de Finlandia |
| Oskari Tokoi               | Archivo:Tokoi-oskari-c1949.jpg | 1913                   | Partido Socialdemócrata de Finlandia   |
| Kaarlo Juho Ståhlberg      |                                | 1914                   | Partido de las Juventudes de Finlandia |
| Kullervo Manner            |                                | 1917                   | Partido Socialdemócrata de Finlandia   |
| Johannes Lundson           |                                | 1917                   | Partido de las Juventudes de Finlandia |
| Lauri Ingman               |                                | 1918                   | Partido Finlandés                      |
| Ernst Nevanlinna           |                                | 1918                   | Partido Finlandés                      |
| Paavo Virkkunen            |                                | 1918                   | Partido Finlandés                      |
| Lauri Kristian Relander    |                                | 1919–1920              | Liga Agraria                           |
| Kyösti Kallio              |                                | 1920                   | Liga Agraria                           |
| Wäinö Wuolijoki            |                                | 1921                   | Partido Socialdemócrata de Finlandia   |
| Kyösti Kallio              |                                | 1922                   | Liga Agraria                           |
| Wäinö Wuolijoki            |                                | 1922                   | Partido Socialdemócrata de Finlandia   |
| Paavo Virkkunen            |                                | 1923                   | Coalición Nacional                     |
| Kyösti Kallio              |                                | 1924–1925              | Liga Agraria                           |
| Wäinö Wuolijoki            |                                | 1925                   | Partido Socialdemócrata de Finlandia   |
| Paavo Virkkunen            |                                | 1926                   | Coalición Nacional                     |
| Kyösti Kallio              |                                | 1927                   | Liga Agraria                           |
| Paavo Virkkunen            |                                | 1928                   | Coalición Nacional                     |
| Kyösti Kallio              |                                | 1929                   | Liga Agraria                           |
| Paavo Virkkunen            |                                | 1929–1930              | Coalición Nacional                     |
| Juho Sunila                |                                | 1930                   | Liga Agraria                           |
| Kyösti Kallio              |                                | 1930–1936              | Liga Agraria                           |
| Väinö Hakkila              |                                | 1936–1944              | Partido Socialdemócrata de Finlandia   |
| Karl-August Fagerholm      |                                | 1945–1947              | Partido Socialdemócrata de Finlandia   |
| Urho Kekkonen              |                                | 1948–1950              | Liga Agraria                           |
| Karl-August Fagerholm      |                                | 1950–1956              | Partido Socialdemócrata de Finlandia   |
| Vieno Johannes Sukselainen |                                | 1956–1957              | Liga Agraria                           |
| Karl-August Fagerholm      |                                | 1957                   | Partido Socialdemócrata de Finlandia   |
| Vieno Johannes Sukselainen |                                | 1958                   | Keskusta                               |
| Karl-August Fagerholm      |                                | 1958–1961              | Partido Socialdemócrata de Finlandia   |
| Kauno Kleemola             |                                | 1962–1965              | Liga Agraria                           |
| Karl-August Fagerholm      |                                | 1965                   | Partido Socialdemócrata de Finlandia   |
| Rafael Paasio              |                                | 1966                   | Partido Socialdemócrata de Finlandia   |
| Johannes Virolainen        |                                | 1966–1968              | Keskusta                               |
| Vieno Johannes Sukselainen |                                | 1968–1969              | Keskusta                               |
| Rafael Paasio              |                                | 1970–1972              | Partido Socialdemócrata de Finlandia   |
| Vieno Johannes Sukselainen |                                | 1972–1975              | Keskusta                               |
| Veikko Helle               |                                | 1976–1977              | Partido Socialdemócrata de Finlandia   |
| Ahti Pekkala               |                                | 1978–1979              | Keskusta                               |
| Johannes Virolainen        |                                | 1979–1982              | Keskusta                               |
| Erkki Pystynen             |                                | 1983–1986              | Coalición Nacional                     |
| Ilkka Suominen             | Ilkka Suominen (2009)          | 1987                   | Coalición Nacional                     |
| Matti Ahde                 |                                | 1987–1988              | Partido Socialdemócrata de Finlandia   |
| Kalevi Sorsa               |                                | 1989–1990              | Partido Socialdemócrata de Finlandia   |
| Esko Aho                   |                                | Apr 1991               | Keskusta                               |
| Ilkka Suominen             | Ilkka Suominen (2009)          | 1991–1993              | Coalición Nacional                     |
| Riitta Uosukainen          |                                | 1994                   | Coalición Nacional                     |
| Paavo Lipponen             |                                | March–April 1995       | Partido Socialdemócrata de Finlandia   |
| Riitta Uosukainen          |                                | 1995–1999              | Coalición Nacional                     |
| Jukka Mikkola              |                                | March–April 1999       | Partido Socialdemócrata de Finlandia   |
| Riitta Uosukainen          |                                | 1999–2003              | Coalición Nacional                     |
| Anneli Jäätteenmäki        |                                | March–April 2003       | Keskusta                               |
| Liisa Jaakonsaari          |                                | 15–22 de abril de 2003 | Partido Socialdemócrata de Finlandia   |
| Paavo Lipponen             |                                | 2003–2007              | Partido Socialdemócrata de Finlandia   |
| Timo Kalli                 |                                | March–April 2007       | Keskusta                               |
| Sauli Niinistö             |                                | 2007–2011              | Coalición Nacional                     |
| Ben Zyskowicz              |                                | April–June 2011        | Coalición Nacional                     |
| Eero Heinäluoma            |                                | 2011–2015              | Partido Socialdemócrata de Finlandia   |
| Juha Sipilä                |                                | April–May 2015         | Keskusta                               |
| Maria Lohela               |                                | 2015–2018              | Verdaderos Finlandeses                 |
| Paula Risikko              |                                | 2018–2019              | Coalición Nacional                     |
| Antti Rinne                |                                | 2019                   | Partido Socialdemócrata de Finlandia   |
| Matti Vanhanen             |                                | 2019–2020              | Keskusta                               |
| Anu Vehviläinen            |                                | 2020–                  | Keskusta                               |